# Issledovatelskirug
De Issledovatelskirug (Russisch: Исследовательский Хребет; Issledovatelski Chrebet; "onderzoeksrug") is een bergrug in de Subarctische Oeral in het noordoosten van Europees Rusland. Het strekt zich uit ten noorden van de noordpoolcirkel en vormt de grens tussen de autonome republiek Komi en het autonome district Chanto-Mansië van de oblast Tjoemen in Rusland en daarmee tevens een deel van de grens tussen Azië en Europa. De bergrug is 175 kilometer lang en omvat de hoogste bergpiek van de Oeral, de (Gora) Narodnaja met 1894 meter.
De bergrug start ongeveer bij de eerder genoemde bergpiek Narodnaja en loopt vandaar in noordoostelijke richting langs de stad Vorkoeta in de richting van de Karazee van de Noordelijke IJszee, maar bereikt deze niet. Het grootste deel van de rotsachtige bodem bestaat uit metamorf gesteente, vooral kwartsieten en leisteen. Er bevinden zich veel gletsjers rond de toppen en hoger gelegen hellingen, terwijl het overige deel vooral bestaat uit alpine toendra en poolwoestijn. Aan de uitlopers en in de steile riviervalleien bevinden zich enkele taigabossen.

## Bergpieken
- Narodnaja (1894 meter)
- Karpinski (1878 meter)
- Regoeli (1711 meter) - vernoemd naar de Hongaarse 19e-eeuwse onderzoeker Antal Reguly
- Pajer (1472 meter)